# 男子高校生のハレルヤ!
『男子高校生のハレルヤ!』（だんしこうこうせいのハレルヤ!）は、一之瀬六樹による日本のライトノベル。イラストはありえこが担当している。GA文庫（ソフトバンククリエイティブ）より2012年10月から2013年9月まで刊行された。第4回GA文庫大賞奨励賞受賞作。

## あらすじ
男であるにもかかわらず女子高生の格好で、私立女子高「ユリウス女学院＝略称・ユリ女（ゆりじょ）」に通う女装男子の山田真理。他にも二人の女装男子も一緒に女子高生として通っている。そんな中、理事長から極秘任務を受ける。 

## 主な登場人物
真理
本作の主人公。女装男子で正しい読みは「しんり」。お嬢様だらけの女子高「ユリ女」に女として通う。見た目はとても可愛らしい美少女。女子高の受験会場でも、周囲から女子だと信じて疑われず、名前が「まり」だと誤認されユリ女の女子制服が自宅に送られてきてしまう。両親は仕事で家を空けており、怠惰で酒飲みの姉と二人暮らし。長い髪をゴムでまとめただけでノーメイクでも女に見える。
桜
真理が女子高ではじめて出会った女装男子。男性恐怖症。淡いふわふわの髪を赤いバレッタで留め、ツインテールにしたかわい子ちゃん。過保護のママがおり、ずっと女装で過ごしてきた中等部からのエスカレーター。
祐紀
真理の友人の女装男子。剣道が好き。すらりとした長身でスタイルが良く、腰がくびれている。赤茶けた髪を腰のあたりまで長く伸ばした美女系男子。女装歴は真理よりはるかに長いらしい。
理事長
真理たち三人に「あなた方は美少女であり男子でもある」と発言する。学園の男女共学化を考えている。
北見瑠夏
桜と親しいクラスメイト。がさつで開放的な性格。
有栖川マロン
同窓会長の娘。美少女が好き。

## 既刊一覧
- 一之瀬六樹（著） / ありえこ（イラスト） 『男子高校生のハレルヤ!』 ソフトバンククリエイティブ〈GA文庫〉、全4巻
  1. 2012年10月15日発売[2]、ISBN 978-4-7973-7196-3
  2. 2013年1月15日発売[3]、ISBN 978-4-7973-7282-3
  3. 2013年5月15日発売[4]、ISBN 978-4-7973-7419-3
  4. 2013年9月14日発売[5]、ISBN 978-4-7973-7495-7